# Associazione Nazionale delle Guide di Haiti
L'Associazione Nazionale delle Guide di Haiti (in francese Association Nationale des Guides d'Haïti) è l'organizzazione nazionale del guidismo ad Haiti. Fondata nel 1942, è divenuta membro accreditato dell'Associazione mondiale guide ed esploratrici nel 1946 e, nel 1950, membro associato.

## Storia
Il guidismo ad Haiti iniziò con un gruppo di alunne ed ex alunne di una scuola femminile, la Sante Thérèse de l'Enfant Jésus, diretta da Carmen René Durocher, che creò un club che offriva attività extrascolastiche. Una delle ragazze, colpita dalle attività scout del proprio fratello, chiese di includerle nelle attività del club. Durocher stabilì contatti con i rappresentanti degli scout haitiani, dell'ordine religioso in carica e successivamente anche dell'AMGE, avviando un processo che, nell'ottobre del 1942, portò alla creazione del guidismo ad Haiti. In seguito, le studentesse della scuola di Santa Rosa da Lima si interessarono ai metodi scout e formarono il secondo gruppo di guide ad Haiti: ben presto il guidismo si diffuse in tutto il paese e Lady Baden-Powell visitò Haiti nel marzo 1951.

## Organizzazione
| Suddivisione in branche | Suddivisione in branche | Suddivisione in branche | Suddivisione in branche |
| Nome branca             | Fascia d'età            |                         |                         |
| ----------------------- | ----------------------- | ----------------------- | ----------------------- |
| Jeanette                | 7-12                    |                         |                         |
| Guide                   | 12-15                   |                         |                         |
| Guide relais            | 15-18                   |                         |                         |
| Guide aînée             | 18-25                   |                         |                         |
|                         |                         |                         |                         |

L'associazione divide le proprie membre in quattro sezioni in base all'età:
- Jeanette - dai 7 ai 12 anni
- Guide - dai 12 ai 15 anni
- Guide relais - dai 15 ai 18 anni
- Guide aînée - dai 18 ai 25 anni